# Yohan Benalouane
Yohan Benalouane, né le 28 mars 1987 à Bagnols-sur-Cèze (France), est un footballeur franco-tunisien actif de 2007 à 2024.
Il joue au poste de défenseur central. Avec l'équipe nationale de Tunisie, il participe à la coupe du monde 2018.

## Biographie

### Carrière en club
En juin 2007, il signe un contrat professionnel de trois ans avec l'AS Saint-Étienne. Il est appelé en équipe de France espoirs le 7 octobre 2008. Il marque son premier but de la saison 2009-2010 et conforte la victoire (2-0) du staff stéphanois à domicile face au Mans le 3 avril 2010.
Le 3 août 2010, il est appelé par Bertrand Marchand pour jouer un match avec la sélection tunisienne, qui affronte le Tchad le 11 août en vue des qualifications pour la CAN 2012, mais doit y renoncer, faute d'une vaccination dans les délais. En ne jouant pas pour la sélection tunisienne, il espère rejouer pour la France mais la FIFA en décide autrement : en refusant la convocation contre le Togo en octobre 2010, il a perdu le droit de jouer pour les deux nations.
En août 2010, il doit signer à la Juventus. Ayant raté sa première visite médicale à cause d'un embouteillage et d'un retard de deux heures, celle-ci est reportée après le premier match de la Juventus. Mais après la défaite 1 à 0 de la Juventus face au FC Bari, l'entraîneur turinois Luigi Delneri décide finalement de prendre un défenseur plus âgé que le jeune Yohan (23 ans)- Le 31 août, il est transféré à l'AC Cesena pour une saison ; le transfert est évalué à 1,1 million d'euros.
Lors de la période estivale des transferts 2011, le nom de Benalouane est souvent cité en Écosse. En proie à des difficultés financières, Cesena, qui n'a pas payé les 1,1 million d'euros à Saint-Étienne, doit trouver rapidement l'argent et compte pour cela le vendre. Le PSG, le FC Valence, les Celtic Glasgow et les Glasgow Rangers proposent entre 1,5 et 2,5 millions d'euros pour le joueur. Néanmoins, il repart pour une nouvelle saison avec le club italien bien qu'il ne soit pas titulaire et que les problèmes de Cesena envers Saint-Étienne ne soient toujours pas réglés.
Le 13 juin 2012, le joueur est entendu pour « viol en réunion » avec Bafétimbi Gomis, son ancien partenaire à l'AS Saint-Étienne, avant de ressortir libre du tribunal deux jours plus tard.
Le 25 juin 2013, Benalouane affirme sur son compte Twitter officiel vouloir jouer pour l'équipe de Tunisie.
En juin 2014, après avoir passé six mois en prêt à l'Atalanta Bergame, il décide de s'engager pour une période de cinq ans. Toutefois, il signe un contrat de trois ans, le 1er août 2015, avec Leicester City qui évolue en Premier League anglaise. Le 2 février 2016, après avoir porté à neuf reprises la tunique de Leicester, il est prêté à la Fiorentina. Un prêt non concluant, à la suite de blessures répétitives, il ne dispute aucun match en Italie et l'option d'achat adossée au prêt n'est pas levée.
À partir de janvier 2017, il évolue à Leicester City.
Voulant bénéficier de plus de temps de jeu, il signe en faveur de Nottingham Forest qui évolue en Championship (D2) en 2019.
Le dernier jour du mercato estival de 2020, il est transféré à l'Aris Salonique pour deux ans.
À la fin de son contrat, il s'engage avec l'AC Novare évoluant en Serie C jusqu'à la fin de la saison.

### Carrière en équipe nationale
En février 2018, Yohan Benalouane accepte de jouer pour l'équipe de Tunisie. Il fait alors partie des 28 joueurs sélectionnés par Nabil Maâloul pour les matchs amicaux contre l'Iran et le Costa Rica dans le cadre des préparations de la coupe du monde.